# 廉親王
和碩廉親王（穆麟德轉寫：Hošoi hanja cin wang），清朝世袭親王。康熙六十一年（1722年），康熙帝第八子胤禩，雍正登基後封親王，封號廉，後廢，亦未得傳承。

## 廉親王
- 1698年—1726年：已革廉親王允禩 初封貝勒，1722年進親王。1726年革爵

### 廉親王後裔
- 1726年：允禩
- 1726年—1762年：弘旺 允禩一子
- 1762年—1795年：肅英額 弘旺二子
- 1795年—1830年：奕英 肅英額孫，齡賢一子
- 1830年—1848年：載霖 奕英一子，無嗣

肅英額的後裔均於1848年前去世，肅英額系廉親王後裔絕嗣
- 1848年—1868年：綿森 弘旺孫，永明額一子
- 1868年—1879年：奕沆 綿森四子，無嗣

奕沆無子，向愉恪郡王允禑玄孫奕杕過繼其子載慰為後嗣
- 1879年—1882年：載慰 允禑玄孫，永珔曾孫，綿峻孫，奕杕三子，無嗣

載慰無子，向族兄載霞過繼其子溥寬為後嗣
- 1882年—1912年：溥寬 永珔玄孫，綿巃曾孫，奕樵孫，載霞二子